# Präsidentschaftswahl in Gambia 2011
Die Präsidentschaftswahl in Gambia 2011 fand am 24. November statt. Yahya Jammeh wurde mit 71,5 % der Stimmen für weitere fünf Jahre in seinem Amt bestätigt.

## Ergebnis
| Kandidaten                               | Parteien                                              | Stimmen | %    |
| ---------------------------------------- | ----------------------------------------------------- | ------- | ---- |
| Yahya Jammeh                             | Alliance for Patriotic Reorientation and Construction | 470.550 | 71,5 |
| Ousainou Darboe                          | United Democratic Party                               | 114.177 | 17,4 |
| Hamat Bah                                | United Front                                          | 73.060  | 11,1 |
| Gesamt                                   | Gesamt                                                | 657.787 | 100  |
|                                          |                                                       |         |      |
| Ungültige Stimmen                        | Ungültige Stimmen                                     | 117     | 0,0  |
| Wähler                                   | Wähler                                                | 657.904 | 82,6 |
| Wahlberechtigte                          | Wahlberechtigte                                       | 796.929 |      |
|                                          |                                                       |         |      |
| Quelle: Independent Electoral Commission |                                                       |         |      |